# 遊戲音樂
遊戲音樂是一種使用於电视游戏及電腦遊戲的音乐，分为主题曲、背景音樂、原声音乐或游戏音效等。
日本在电子游戏音乐方面有着丰富的历史和传统，一直以来都是许多多产和有成就的作曲家的故乡。其中包括植松伸夫、近藤浩治、古代祐三、下村陽子、増田順一、山岡晃、田中宏和、中村正人、椙山浩一、光田康典、目黑将司、山根实知琉、三宅優、光吉猛修、並木学、細江慎治、瀬上純、川口博史。在西方国家，也有许多脍炙人口的著名作曲家。其中最值得一提的是杰里米·索尔（Jeremy Soule）、马丁·奥唐纳（Martin O'Donnell）、奥斯丁·温特里、詹姆斯·漢尼根、加里·席曼（Garry Schyman）、德米特里·米亚琴（Dmitrii Miachin）和彼得·麦康奈尔等人，他们中的一些人也为影视作品作曲。

## 分类

### 主题曲

《俄罗斯方块》主题曲《货郎》五线谱

主题曲是游戏的内涵及游戏的背景在声音这一方面的直接体现，具有帮助游戏玩家从声音这一层面认识整个游戏的作用。在以前单机游戏的时代，游戏主题曲的作用就十分明显。

### 背景音乐
由于玩家在游戏过程中一直能听到背景音乐，故游戏的背景音乐是树立游戏音乐在玩家心中地位的主体部分。游戏背景音乐通常是一个完整的乐曲群，由许多不同风格的背景音乐单曲组成，通常具有循环性。

### 游戏音效
游戏音效是在电脑游戏中要频繁播放，且播放时间较短，但是要能及时无延迟播放的声音。如物体间相碰撞的声音与摩擦的声音等。它与背景音乐不同，表现形式单一，比较简洁有力。

## 歷史
芯片音乐形成于20世纪80年代，利用老式电脑，视频游戏机和街机等的音乐芯片，或者使用仿真器制作。它以模拟波形的形式，保存在小型盒带与留声机唱片里。

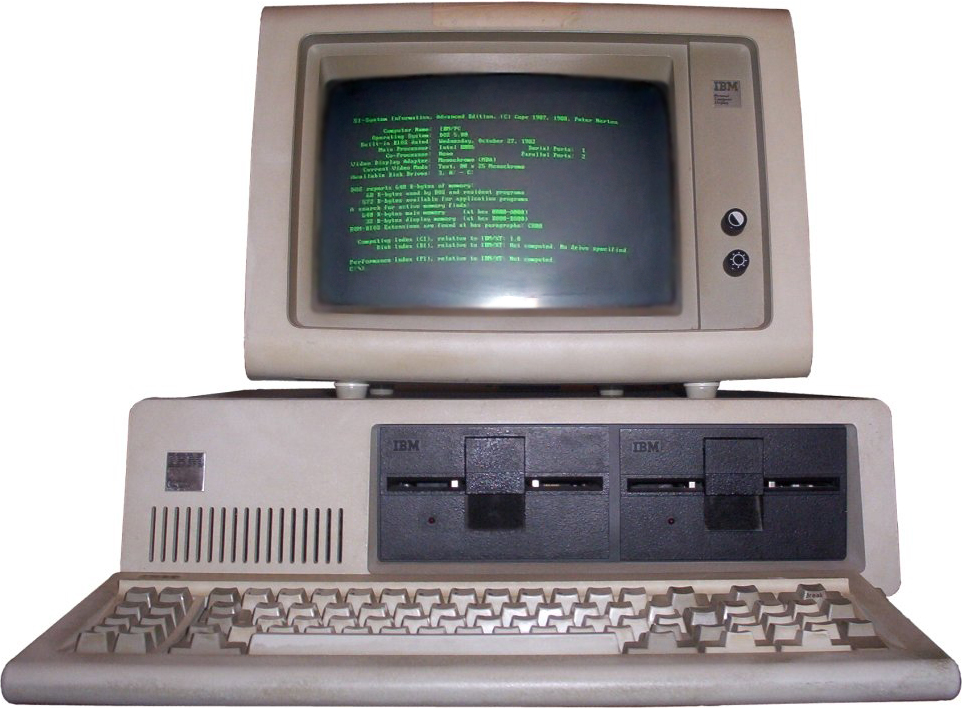
1981年第一台IBM PC具有音频功能

在此之后，游戏音乐有了早期的数字合成与采样。20世纪80年代末至90年代中期，游戏已经完全采用预录音乐。伴随着游戏机Xbox与Wii的出现，播放定制声道已经可以实现。而现今游戏音乐在杜比数字的支持下，也具有高采样精度与采样频率，音质有了质的飞跃。
最初仅仅是简单旋律的合成的游戏音乐现在可以像电影配乐一般复杂。
且自21世纪初以来，游戏音乐越来越广泛的在商业上出售或在音乐会上被演奏。

## 作用
川音成都美术学院数码媒体艺术系系主任黄明元认为，游戏音乐在游戏中不可或缺。如音效可以提升游戏的互动性，在第一人称射击游戏反恐精英中，玩家可以根据游戏音效的大小判断声源与自己的距离。音效还起到协助攻关的作用，如赛车游戏《跑跑卡丁车》中，玩家可以配合音效克服游戏中所设置的障碍，若音效被关闭，则玩家不能及时对障碍做出反应。此外，游戏音乐可以烘托游戏的气氛、推动剧情发展，使玩家融入游戏世界，既获得游戏乐趣，又获得美的享受。而有的游戏没有音乐则完全玩不下去，如音乐游戏《太鼓达人》，整个游戏的进行需要把握音乐节奏与速度。